# جلين باري
جلين باري (بالإنجليزية: Glyn Parry)‏ هو مؤرخ نيوزيلندي، ولد في 1953.